# Lexington Broadcast Services Company
Lexington Broadcast Services Company (también conocido como The Lexington Broadcast Services Company y LBS Communications) fue una compañía distribuidora de programas de televisión y películas de origen estadounidense, activos entre 1976 y 1991. Ha colaborado en la distribución de programas con varias empresas, se pueden descartar DIC Entertainment y Columbia Pictures Television (incluyendo el material de su subdiario, Screen Gems).

## Historia
La empresa se fundó el 1976 por el pionero de publicidad, Henry Siegel como The Lexington Broadcasting Services Company, Ltd., la empresa cambió de nombre a LBS Communications, Ltd. en 1984 junto con la renovación de su logotipo oficial. Lamentablemente, en 1991 LBS Communications sufrió el capítulo 11 de bancarrota y la compañía se vio obligada a vender el 85% de sus estudios de distribución, siendo adquirida por All American Communications el 18 de marzo de 1992, luego la empresa sufrió otra bancarrota y se vendió a Pearson Television en 1997. Luego en 2001, RTL Group y Pearson Television se fusionaron para dar comienzo a la compañía con el nombre de FremantleMedia. Hasta ahora, la biblioteca de LBS es propiedad de FremantleMedia Enterprises por obvias explicaciones.

## Filmography
- Inspector Gadget (1983) (Distribution only, produced by Nelvana, DIC Audiovisuel and Field Communications)
- Care Bears Movie II: A New Generation (1986, released by Columbia Pictures and produced by Nelvana, Wang Film Productions and Those Characters from Cleveland, LLC.